# Episodi de Il nostro amico Charly (decima stagione)
La decima stagione della serie televisiva Il nostro amico Charly è stata trasmessa in anteprima in Germania dalla ZDF tra il 25 dicembre 2004 e il 19 marzo 2005.
| nº | Titolo originale                  | Titolo italiano          | Prima TV Germania | Prima TV Italia |
| -- | --------------------------------- | ------------------------ | ----------------- | --------------- |
| 1  | Gefährliche Lügen                 | Bugie pericolose         | 25 dicembre 2004  |                 |
| 2  | Schmutzige Geschäfte              | Loschi affari            | gennaio 2005      |                 |
| 3  | Nadelstiche                       | Le gocce miracolose      | 8 gennaio 2005    |                 |
| 4  | Charly gibt Gas                   | La grande corsa          | 15 gennaio 2005   |                 |
| 5  | Schnäppchenjäger                  | La lince                 | 22 gennaio 2005   |                 |
| 6  | Lebensretter                      | Un caso per Maren        | 29 gennaio 2005   |                 |
| 7  | Ader verpflichtet                 | Il primo premio          | 5 febbraio 2005   |                 |
| 8  | Charly und der falsche Tierfreund | Indagine pericolosa      | 12 febbraio 2005  |                 |
| 9  | Charly und das hohe C             | Charly e il do di petto  | 19 febbraio 2005  |                 |
| 10 | Ahoi Charly                       | La villa del coccodrillo | 26 febbraio 2005  |                 |
| 11 | Im Kreis der Rache                | Concorrenza sleale       | 5 marzo 2005      |                 |
| 12 | Pechvögel                         | Colpi di fulmine         | 12 marzo 2005     |                 |
| 13 | Blinde Liebe                      | Amore cieco              | 19 marzo 2005     |                 |